# Józef Kania (polityk)
Józef Kania (ur. 23 listopada 1948 w Brzuśniku, zm. 27 sierpnia 2010 w Bielsku-Białej) – polski inżynier, polityk i samorządowiec, poseł na Sejm I kadencji.

## Życiorys
W 1977 ukończył studia na wydziale Budownictwa Lądowego Politechniki Śląskiej w Gliwicach. Pracował jako tokarz, ślusarz, konstruktor i kierownik budowy, następnie zaś prowadził działalność gospodarczą na własny rachunek. W 1990 został wybrany radnym rady miejskiej w Bielsku-Białej, zasiadał również w zarządzie miasta (1991). Pełnił funkcję prezesa Beskidzkiego Klubu Biznesu.
W 1991 uzyskał mandat posła na Sejm I kadencji. Został wybrany w okręgu bielskim z listy Porozumienia Obywatelskiego Centrum. Zasiadał w Komisji Handlu i Usług oraz w Komisji Polityki Przestrzennej, Budowlanej i Mieszkaniowej, był także członkiem czterech podkomisji. W 1993 bez powodzenia ubiegał się o reelekcję z ramienia Porozumienia Centrum. Był później m.in. sekretarzem urzędu miasta w Bielsku-Białej (do 2001). Działał w Akcji Wyborczej Solidarność i Porozumieniu Polskich Chrześcijańskich Demokratów.
Pochowany na cmentarzu parafialnym w bielskiej dzielnicy Lipnik.